# 지옹 (건담 시리즈)
지옹(영어: Zeong, 일본어: ジオング)은 《건담 시리즈》에 등장하는 모빌 슈트(MS)로 분류되는 가공의 유인 조종식 인간형 로봇 병기이다. 1979년에 방영된 TV 애니메이션 《기동전사 건담》에서 처음으로 등장했다.
작품 내에서 적측 세력인 지온 공국군의 시제기로 특수한 능력을 가진 뉴타입 파일럿에 대응한 조종 및 화기 관제 시스템인 사이코뮤를 표준 장비한다. 작품 내에서는 두 다리가 없는 상태이며 대신 대형 추진기를 내장하고 있다. 이야기 종반에 샤아 아즈나블이 탑승하고, 주인공인 아무로 레이가 탑승한 건담과 사투를 벌인다.
나중에 다리 부분을 갖춘 상태인 퍼펙트 지옹도 설정되었는데 전체 높이는 당시 표준적인 MS의 약 2배 정도이다.

## 같이 보기
- 기동전사 건담
- RX-78-2 건담